# Sons-et-Ronchères

Sons-et-Ronchères este o comună în departamentul Aisne din nordul Franței. În 1 ianuarie 2022 avea o populație de 207 de locuitori.